# Lucille Hunkeler
Lucille Hunkeler (* 21. November 1974 in Luzern) ist eine ehemalige italienisch-schweizerische Radsportlerin.

## Sportliche Laufbahn
Lucille Hunkeler war von 1991 bis 2002 als Radsportlerin aktiv. Nachdem sie 1991 bei der Schweizer Omnium-Meisterschaft Platz drei belegt hatte, wurde sie 1992, 1993 und 2001 nationale Vize-Meisterin. 2002 errang sie den Meistertitel.

## Erfolge (Bahnradsport)
2002
- Schweizer Meisterin – Omnium

## Privates
Ab 2003 machte Hunkeler Schlagzeilen, nachdem sie ihren Sohn Ruben, dessen Vater, ein italienischer Arzt, das Sorgerecht hatte, von Italien in die Schweiz entführt hatte und im Sommer 2004 untergetaucht war. Anschliessend hielt sie sich mit ihren insgesamt drei Kindern in Mosambik auf, von wo aus sie 2007 aufgrund eines internationalen Haftbefehls an Italien ausgeliefert wurde. Dort sass sie bis zu ihrer Entlassung zwei Monate in U-Haft.